# آنتونی گووین
آنتونی گووین (انگلیسی: Anthony Gauvin؛ زادهٔ ۱۵ نوامبر ۱۹۷۳) بازیکن فوتبال اهل فرانسه است.
از باشگاه‌هایی که در آن بازی کرده‌است می‌توان به باشگاه فوتبال لو آور، باشگاه فوتبال سن-اتین، باشگاه فوتبال استاد برستوا ۲۹، باشگاه فوتبال نیس، و باشگاه فوتبال لوریان اشاره کرد.